# 车赶乡
车赶乡，是中华人民共和国山西省吕梁市临县下辖的一个乡镇级行政单位。

## 行政区划
车赶乡下辖以下地区：
车赶村、杜家沟村、赵家塔村、尚赵村、凤翅甲村、神峪沟村、杨家岭村、王家山村、张家山村、大墕村、钟底村、马家圪垛村、沙家墕村、坪墕村和尧子坡村。